# Hamwarde
Hamwarde ist eine Gemeinde im Kreis Herzogtum Lauenburg in Schleswig-Holstein östlich von Hamburg. Die Gemeinde hat keine weiteren Ortsteile.

## Geschichte
Die erste urkundliche Erwähnung als Honwarde erfolgte im Jahr 1230 im Ratzeburger Zehntregister. Der Name ist sächsischen Ursprungs.

## Politik

### Gemeindevertretung
Bei der Kommunalwahl am 14. Mai 2023 wurden insgesamt elf Sitze vergeben. Von diesen erhielt die CDU sieben Sitze und die SPD vier Sitze.

### Wappen
Blasonierung: „Von Gold und Grün schräglinks geteilt. Oben eine an der Teilung wachsende rote Windmühle, unten ein goldener nach links gewendeter Pferdekopf.“
Mühle und Pferdekopf stehen dabei für die landwirtschaftliche Prägung Hamwardes. Bis 1950 stand eine Mühle auf einem Hügel im Gemeindegebiet.

## Sehenswürdigkeiten
In der Liste der Kulturdenkmale in Hamwarde stehen die in der Denkmalliste des Landes Schleswig-Holstein eingetragenen Kulturdenkmale.

## Vereine
Zum einen ist in Hamwarde der Schützenverein Hamwarde und Umgebung von 1952 ansässig, der in seinen Reihen etwa 230 Mitglieder hat und deutschlandweit Erfolge verzeichnen kann, zum anderen gibt es auch den Sportverein Hamwarde (ein reiner Fußballverein) mit etwa 250 Mitgliedern.